# 4 ذو الحجة
- السبت
- الأحد
- الاثنين
- الثلاثاء
- الأربعاء
- الخميس
- الجمعة

- 2624 مايو 2025
- 2725 مايو 2025
- 2826 مايو 2025
- 2927 مايو 2025
- 128 مايو 2025
- 229 مايو 2025
- 330 مايو 2025
- 431 مايو 2025
- 51 يونيو 2025
- 62 يونيو 2025
- 73 يونيو 2025
- 84 يونيو 2025
- 95 يونيو 2025
- 106 يونيو 2025
- 117 يونيو 2025
- 128 يونيو 2025
- 139 يونيو 2025
- 1410 يونيو 2025
- 1511 يونيو 2025
- 1612 يونيو 2025
- 1713 يونيو 2025
- 1814 يونيو 2025
- 1915 يونيو 2025
- 2016 يونيو 2025
- 2117 يونيو 2025
- 2218 يونيو 2025
- 2319 يونيو 2025
- 2420 يونيو 2025
- 2521 يونيو 2025
- 2622 يونيو 2025
- 2723 يونيو 2025
- 2824 يونيو 2025
- 2925 يونيو 2025
- 126 يونيو 2025
- 227 يونيو 2025

4 ذو الحجَّة أو 4 ذو الحجَّة الحرام أو يوم 4 \ 12 (اليوم الرابع من الشهر الثاني عشر) هو اليوم التاسع والعشرون بعد الثلاثمائة (329) من أيَّام السنة (أو الثلاثون بعد الثلاثمائة لو كان شهر رمضان مُتممًا لليوم الثلاثين أو الحادي والثلاثون بعد الثلاثمائة لو أتم كلاً من صفر وربيع الآخر وجمادى الآخرة وشعبان ورمضان ثلاثين يوماً) وفق التقويم الهجري القمري (العربي). يبقى بعده 25 أو 26 يومًا لانتهاء السنة.

## أحداث
- 616هـ - جيوش المغول والتتار تدخل مدينة بخارى بالأمان، وما إن صاروا وسط المدينة حتى انقضوا على أهلها قتلاً وسفكًا وذبحًا وسبيًا، فقتلوا فيه عشرات الآلاف من الأهالي وأحرقت المساجد والجوامع وهدمت المدارس واغتصبت النساء أمام أزواجهن وذبح الأطفال في حجورهن، وكانت هذه المذبحة العامة بداية سلسلة مرعبة من المذابح التي سيرتكبها المغول في بلاد الإسلام.
- 635هـ - الصالح أيوب يتولى حكم مصر بعد وفاة السلطان الكامل محمد بن العادل.
- 1075هـ - حكام أوروبا ينظمون فرق موسيقاهم العسكرية على غرار المهترخانة (مؤسسة الموسيقى العسكرية العثمانية)، بعد دخول المهترخانة لفيينا مع السفير العثماني محمد باشا.
- 1205هـ - الدولة العثمانية توقع معاهدة «زيشتوفي» مع الإمبراطورية الرومانية المقدسة، لإنهاء الحرب بينهما، وتكوّنت من 14 مادة، وكانت مدتها 3 سنوات، وانسحب الألمان من بلغراد ورومانيا، بناءً على هذه المعاهدة بعد احتلال دام سنة و10 أشهر، وكانت تلك آخر حرب ألمانية - عثمانية في التاريخ.
- 1212هـ - الحملة الفرنسية على مصر تتحرك من ميناء طولون بقيادة نابليون بونابرت باتجاه مصر.
- 1283هـ - الدولة العثمانية تخلي 4 قلاع عثمانية كانت موجودة داخل إمارة صربيا، ومنها قلعة بلغراد التي فتحها السلطان سليمان القانوني قبل 345 عامًا.
- 1324هـ - تتويج محمد علي شاه القاجاري على عرش الدولة القاجارية في فارس.
- 1338هـ - اجتماع بين الوفد المصري بزعامة سعد زغلول والوفد البريطاني وذلك لوضع صيغة الاعتراف باستقلال مصر.
- 1362هـ - انتهاء أعمال مؤتمر طهران بين الرئيس الأمريكي فرانكلين روزفلت والرئيس السوفيتي جوزيف ستالين ورئيس وزراء المملكة المتحدة ونستون تشرشل.
- 1370هـ - الملك طلال بن عبد الله بن الحسين يتولى العرش في الأردن. بعد اغتيال والده الملك عبد الله في القدس في عملية نجى منها ابنه الأكبر الأمير الحسين بأعجوبة.
- 1377هـ - إعلان الجمهورية في موريتانيا.
- 1398هـ - الدبابات تفتح النار على الطلاب المتظاهرين ضد الشاه محمد رضا بهلوي.
- 1408هـ - إيران تعلن قبولها قرار مجلس الأمن بوقف الحرب مع العراق.
- 1418هـ - افتتاح مبنى الشيخ راشد في مطار دبي الدولي.
- 1420هـ - جمعية دينية يهودية متطرفة تدعى «عزرات مناحيم» تعمل لإقامة قاعة احتفالات كبرى في ساحة البراق من أجل إقامة الاحتفالات اليهودية فيها.
- 1423هـ - وزير الخارجية الأمريكي كولن باول يلقي خطابًا أمام مجلس الأمن يربط فيه بين الرئيس العراقي صدام حسين وبين جماعات أنصار الإسلام وتنظيم القاعدة.
- 1426هـ - رئيس الحركة الإسلامية في فلسطين الشيخ رائد صلاح يعقد مؤتمر صحفي في شرقي القدس ويكشف في شرح مفصل وبالصور الموثقة فوتوغرافيًا وبالفيديو عن وجود كنيس يهوديٍ أسفل المسجد الأقصى وعن العديد من الغرف المستحدثة، وأضاف أن هناك مصمم يدعى «إلياف نحليلئلي» قام على مدار سنوات بإقامة سبع غرف تحت المسجد الأقصى.
- 1431هـ - الإعلان عن النتائج النهائية لانتخابات مجلس النواب الأردني والتي شارك بها 53% من الناخبين، وكانت النتيجة فوز كبير للمستقلين وخسارة لقيادات تقليدية، ودخول 13 امرأة إلى البرلمان، 12 منهن عن طريق نظام الكوتة بالإضافة إلى نائبة فازت عن طريق التنافس الحر.
- 1432هـ -
  - دولة فلسطين تحصل على عضوية كاملة في منظمة اليونسكو بعد موافقة 107 دولة عضو ورفض 14 دولة وامتناع 52 دولة عن التصويت، والولايات المتحدة تقطع التمويل عن المنظمة إثر هذا القرار.
  - رئيس الجزائر عبد العزيز بوتفليقة يدشن مترو الجزائر.
- 1438هـ - التحالف العسكري العربي يُقر بمقتل مدنيين وأطفال في غارة على صنعاء بسبب وجود خطأ تقني.

## مواليد
- 681هـ - عطاء ملك الجويني، مؤرخ وسياسي مسلم.
- 1319هـ - محمد عبد الوهاب، موسيقار ومطرب مصري وأحد أعلام الموسيقى العربية.
- 1331هـ - ألبير قصيري، كاتب مصري يكتب بالفرنسية.
- 1335هـ - عبد اللطيف البغدادي، عسكري وسياسي مصري.
- 1350هـ - عمر الشريف، ممثل مصري.
- 1359هـ - عبد الوهاب الدكالي، مطرب وموسيقار مغربي.
- 1369هـ - طارق متري، أكاديمي وسياسي لبناني.
- 1389هـ - نور الدين النيبت، لاعب كرة قدم مغربي.
- 1394هـ - نيللي كريم، ممثلة مصرية.
- 1402هـ - بشار الشطي، مغني كويتي.

## وفيات
- 563 هـ - أبو بكر بن قسوم، شاعر وناثر عربي وزاهد أندلسي.
- 1429 هـ - ليلى كرم، ممثلة لبنانية.
- 1439 هـ - أبو بكر الجزائري، عالم دين سنة جزائري.

## وصلات خارجية
- موقع قصة الإسلام: حدث في شهر ذو الحجَّة.